# Château de Gracht
Le château de Gracht (allemand : Schloss Gracht) est un château entouré de douves (Wasserschloss) situé aux environs de Cologne en Allemagne, à Liblar. Il compte parmi les plus impressionnants de cette région. La demeure seigneuriale à deux ailes est précédée par des communs des trois côtés. Le parc à la française a été dessiné par Pictorius, maître-jardinier de Münster, au début du XVIIIe siècle, avant d'être aménagé en parc à l'anglaise au début du XIXe siècle.
Ce domaine seigneurial a appartenu pendant quatre siècles à la puissante famille von Wolff-Metternich et de nombreuses personnalités y sont nées, comme le prince-évêque de Paderborn, Franz-Arnold von Wolff-Metternich zur Gracht (1658-1718) ou Carl Schurz (1829-1906), futur homme d'État américain.

## Historique

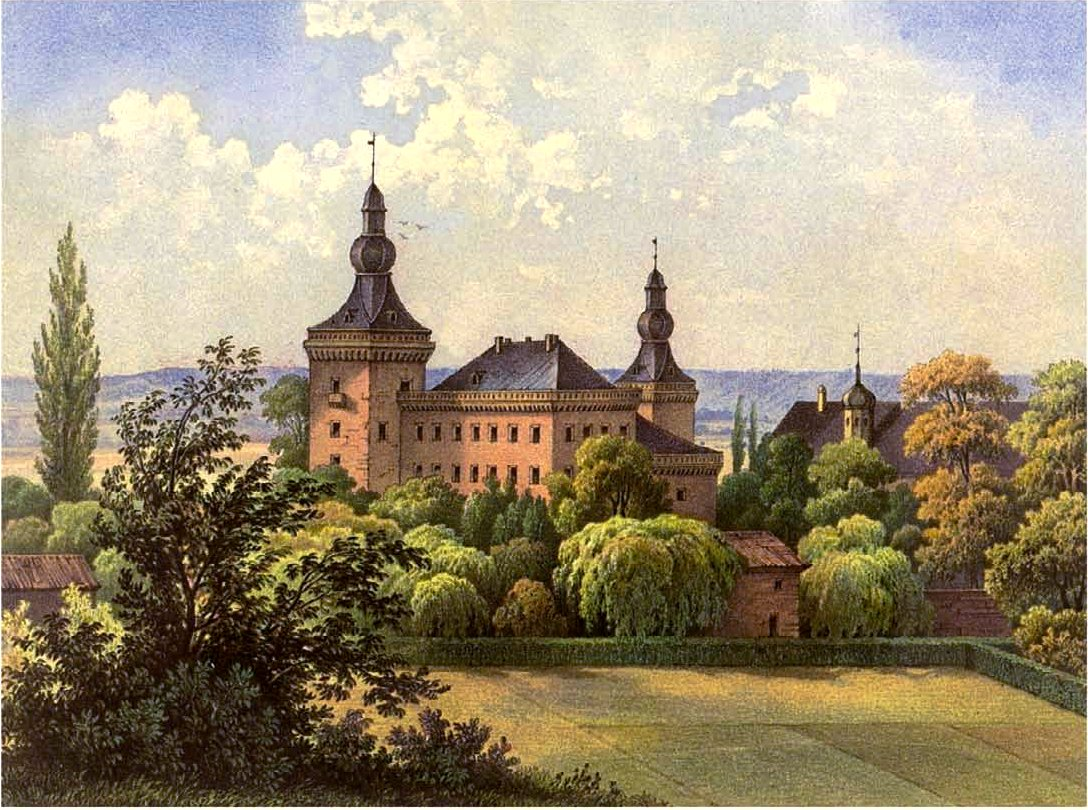
Le château vers 1860, collection Alexander Duncker.

Au début le domaine n'était pas une terre seigneuriale, mais une terre agricole dépendant du manoir Buschfeld. Otto von Buschfeld en hérite de son père en 1433. C'est vers 1500, qu'une demeure seigneuriale est construite. La petite-fille d'Otto, Catharina von Buschfeld, en hérite en 1538. Elle était l'épouse de Hieronymus Wolff von Metternich.
Leur petit-fils Johann Adolf Ier  obtient le titre de baron, et Liblar en 1633 est érigé en domaine vassal du prince-évêque de Cologne, Ferdinand de Bavière. Le château est reconstruit en 1658 en demeure résidentielle et les descendants l'aménagent et l'agrandissent.
Pendant l'occupation par les révolutionnaires français (après 1795), le château sert de lazaret, c'est-à-dire d'hôpital militaire, mais il n'est pas entretenu et menace ruines au bout de quelques années.
Finalement, le comte Levin Anton von Wolff Metternich commande sa restauration d'après les plans de l'architecte de Cologne, Johann Anton Wallee, entre 1851 et 1854. C'est sous cet aspect que l'on peut l'admirer aujourd'hui, surmonté d'un étage supplémentaire et flanqué d'une tour de quatre étages. Plus tard une aile est ajoutée du côté sud avec deux étages et une tour de côté de trois étages. Après un incendie, les nouveaux bâtiments de l'entrée du château sont reconstruits en style néo-gothique et intégrés aux communs de 1698.
La commune de Liblar acquiert le domaine en 1957, avec le parc et les terres agricoles. Le château lui-même est vendu en 1973 à la Universitätsseminar der Wirtschaft (USW) (Séminaire universitaire de la science).
Aujourd'hui, il abrite l'héritière de l'USW, la ESMT European School of Management and Technology.

## Illustrations

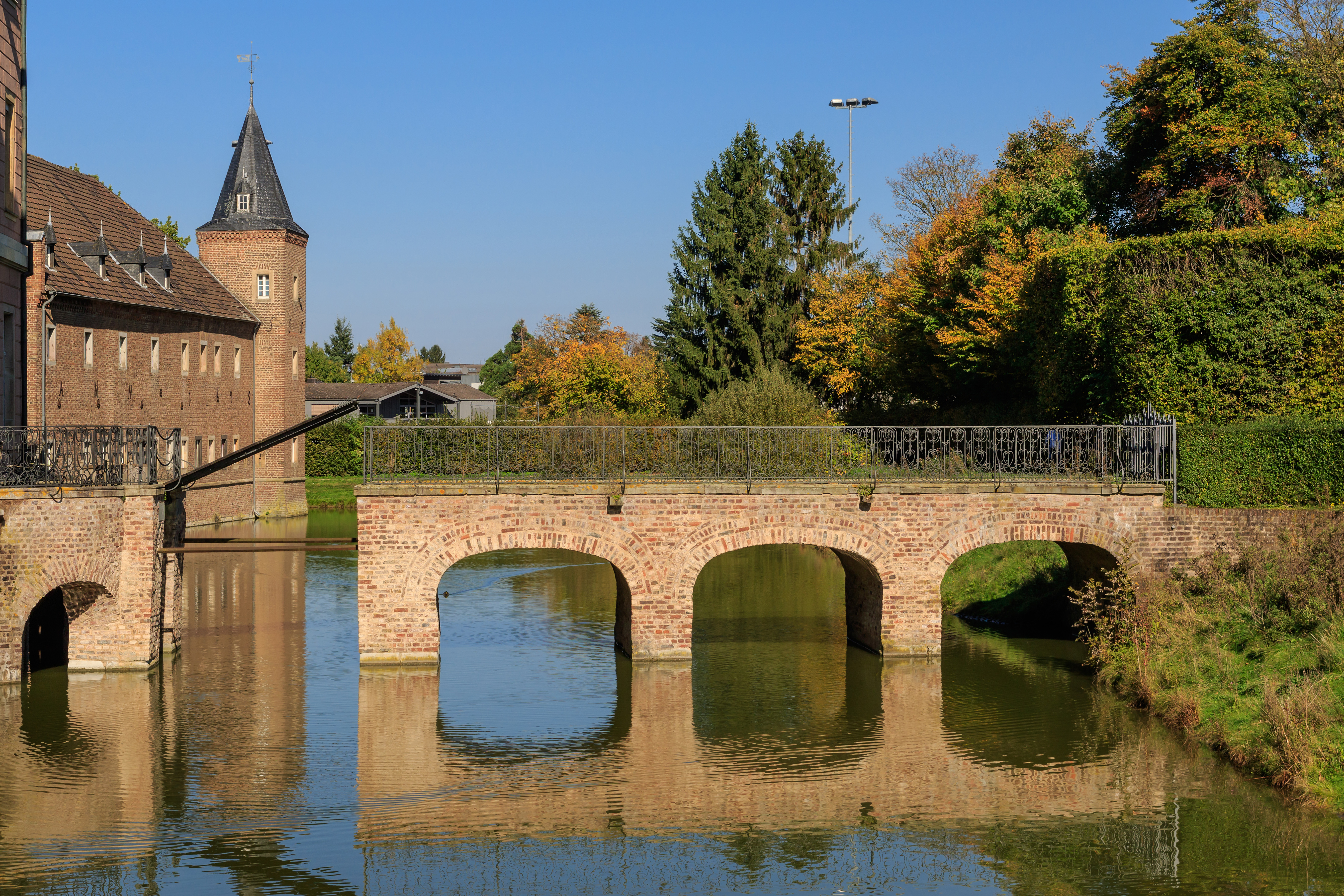
Les douves et le pont rénové
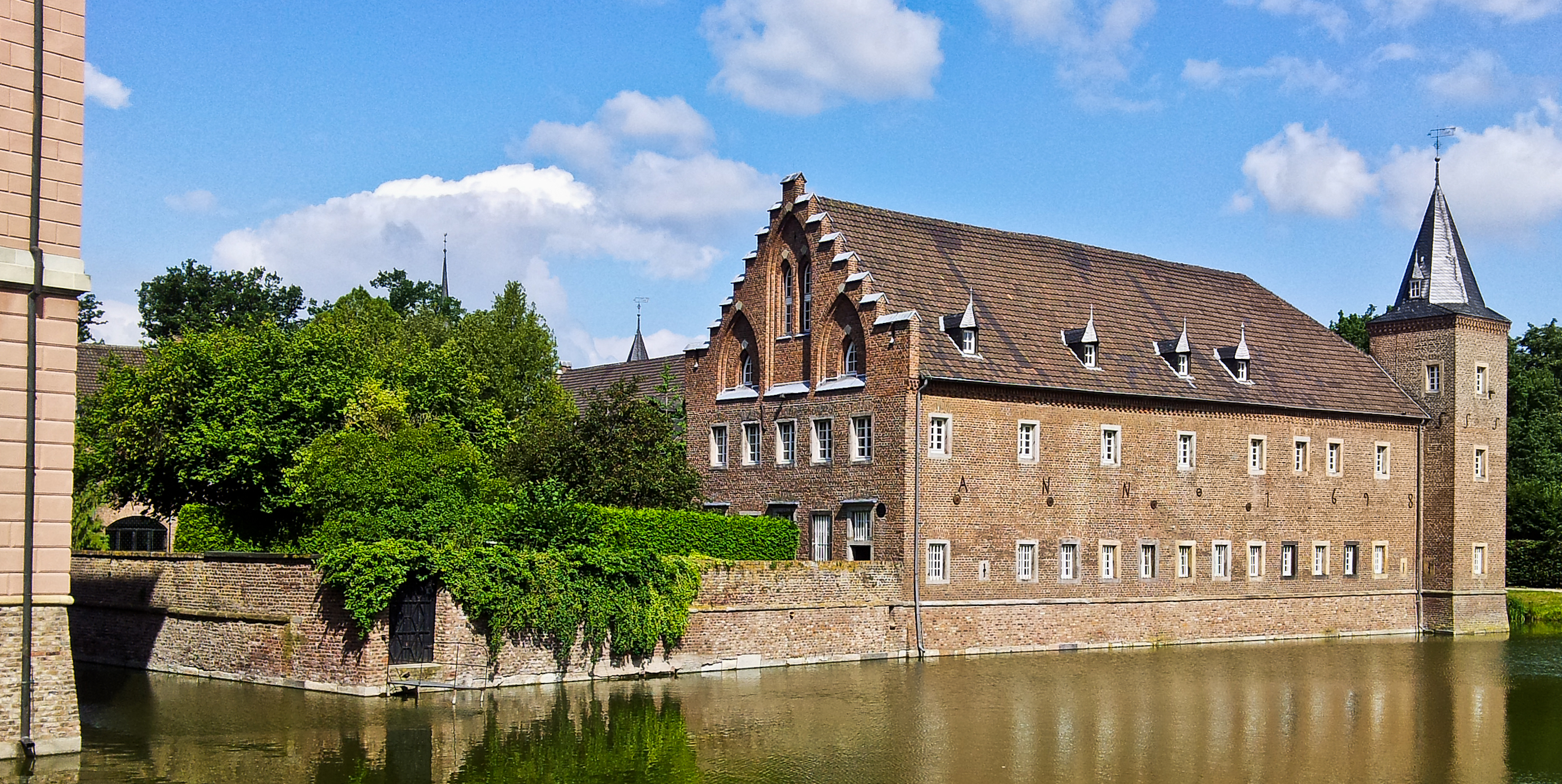
Bâtiment de côté avec douves
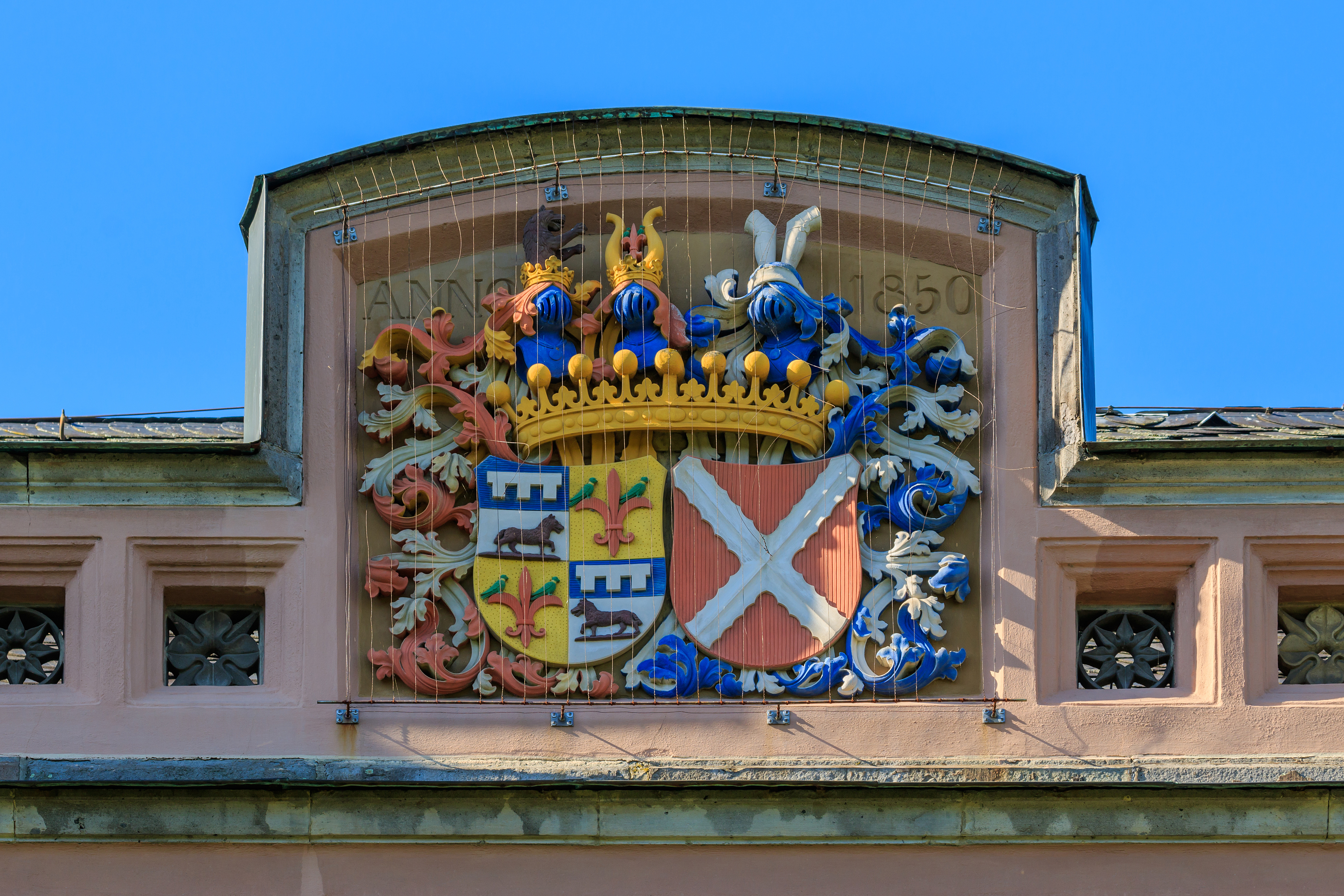
Blason des Wolff-Metternich sur le château
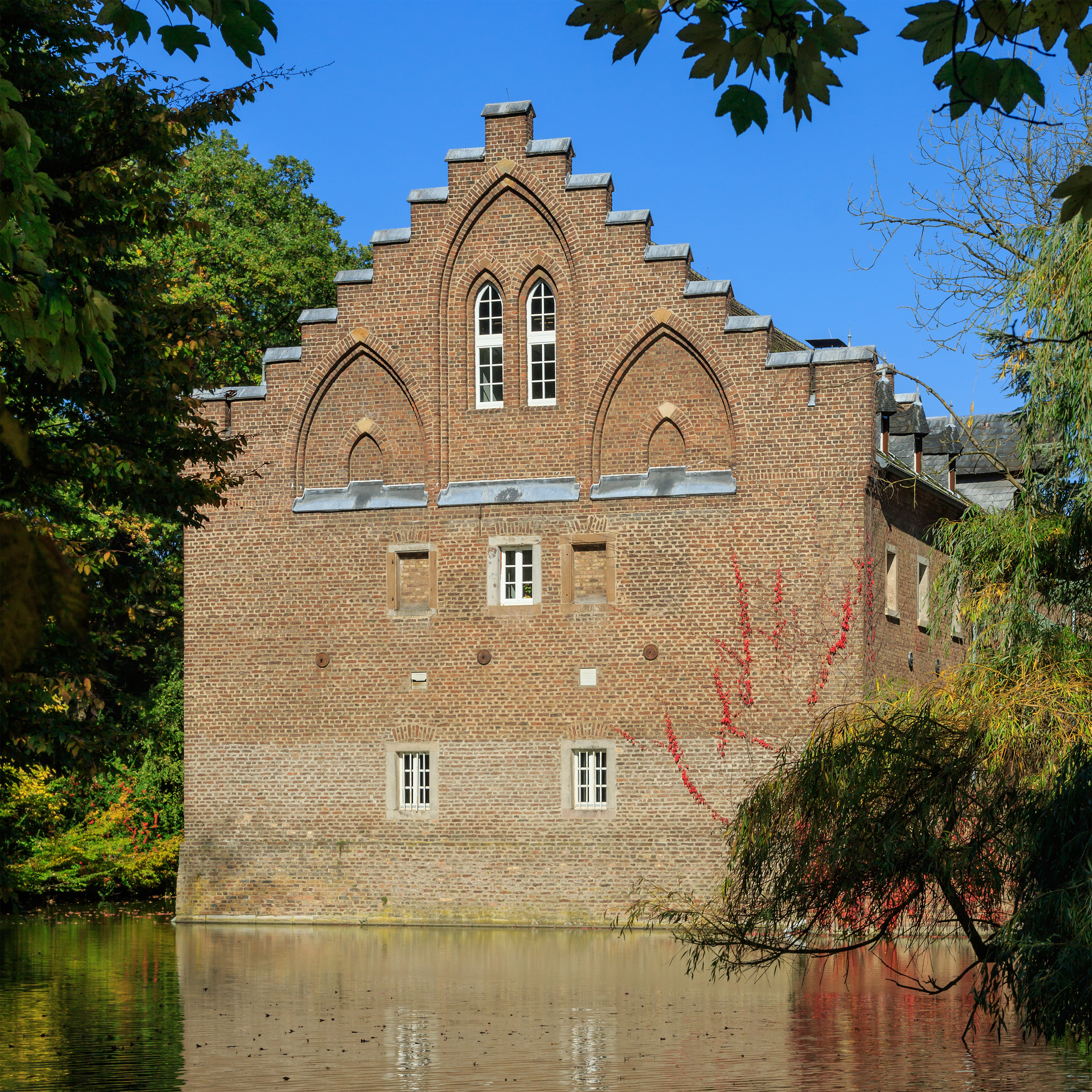
Communs en style néo-gothique
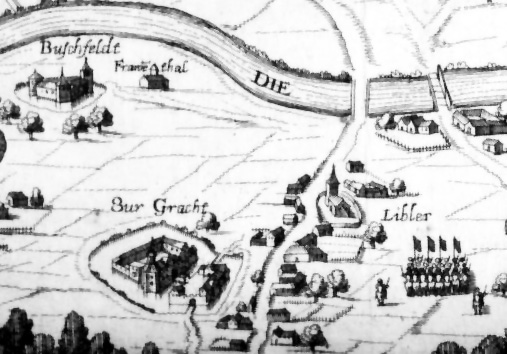
Le château de Gracht en 1642, gravure d'après Matthäus Merian le Vieux.
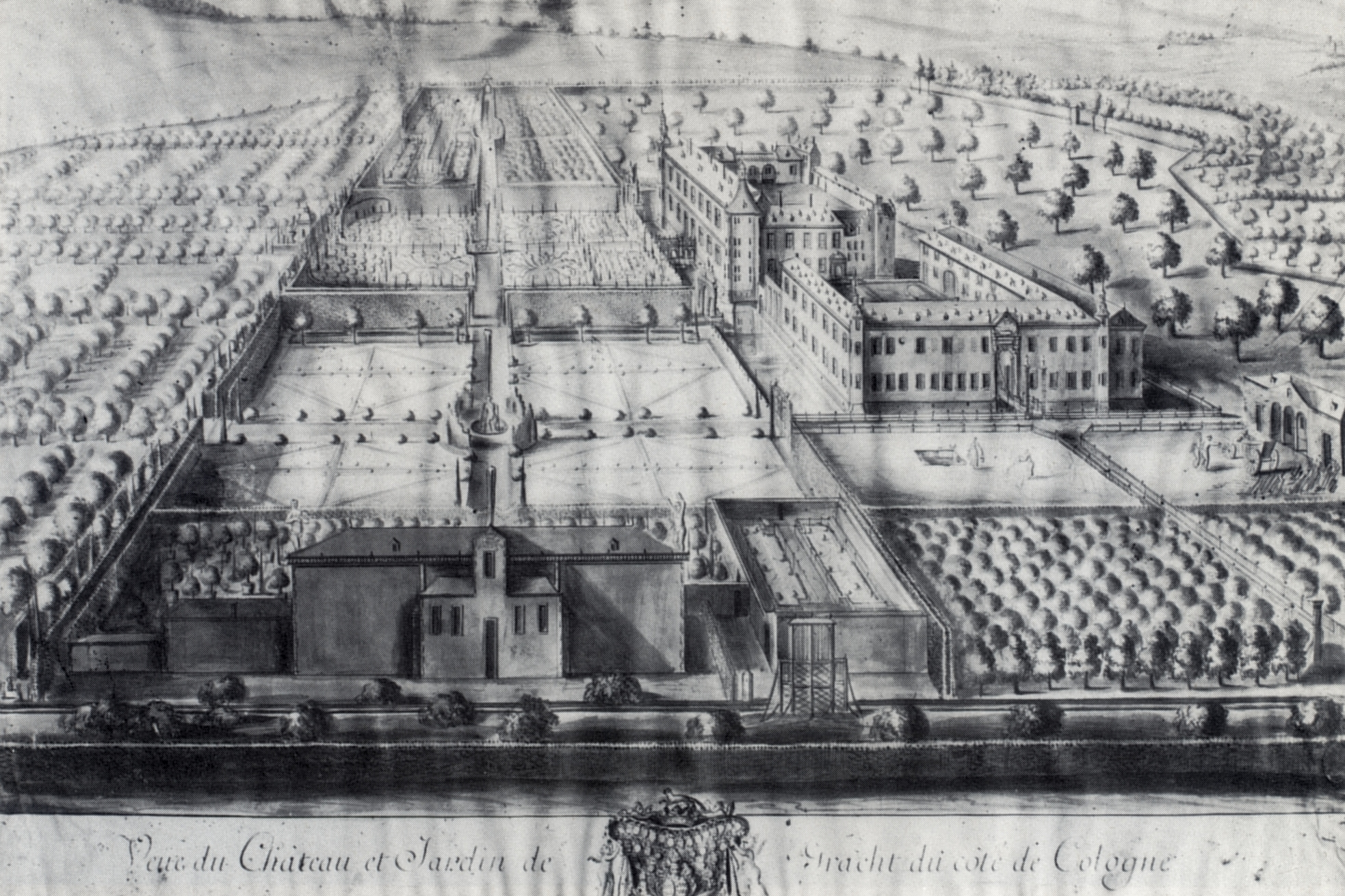
Jardin baroque à la française en 1730, d'après un dessin à la plume de Renier Roidkin
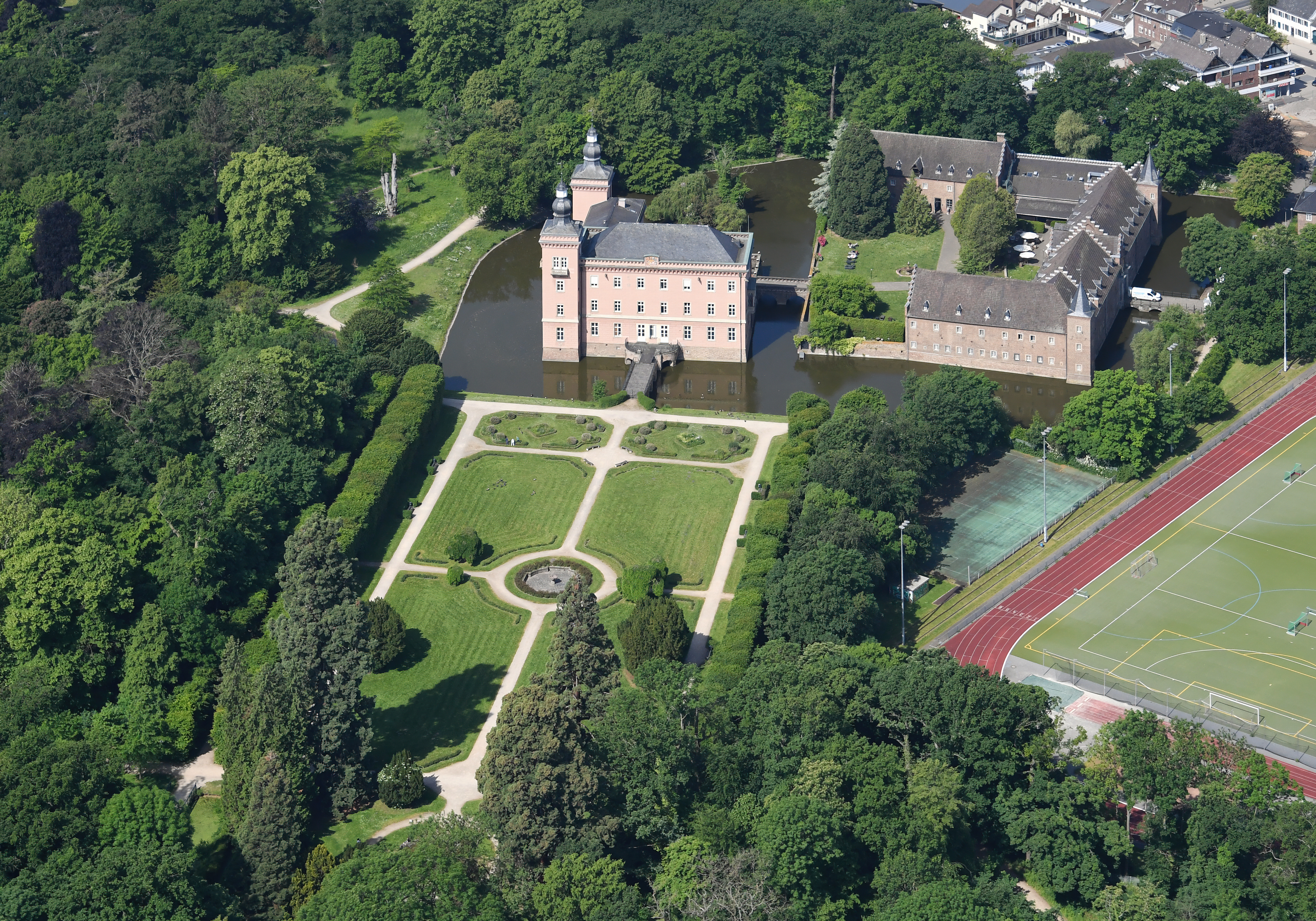
Vue aérienne du château et de ses jardins

## Source
- (de) Cet article est partiellement ou en totalité issu de l’article de Wikipédia en allemand intitulé « Schloss Gracht » (voir la liste des auteurs).